# Lof der Waanzin
Lof der Waanzin is het 5e album van het Vlaamse cabaret-duo Kommil Foo. Het album is uitgebracht in 2002 door Lc Music en bevat voornamelijk muziek uit het genre kleinkunst.

## Tracklist
| Nr. | Titel                               | Lengte |
| --- | ----------------------------------- | ------ |
| 1   | Jef                                 | 4:47   |
| 2   | Schone Schijn                       | 4:00   |
| 3   | Lief En Stil                        | 3:02   |
| 4   | Ruimtevaarder                       | 4:42   |
| 5   | Madrid                              | 5:03   |
| 6   | Geweldig Plan                       | 3:05   |
| 7   | Ik Drink                            | 4:17   |
| 8   | Ik Vrees DAT Je Man Het Weet - Live | 4:46   |
| 9   | Speer - Live                        | 9:38   |